# Arròs Caldós (grup musical)
|  | Aquest article tracta sobre el grup musical; per a l'article de gastronomia vegeu Arròs caldós |

Arròs Caldós va ser un grup de música en valencià procedent de la comarca de l'Horta Nord (País Valencià). Naix el 1996 i ha evolucionat al llarg del temps conservant la formació característica dels grups de rock amb la presència de la dolçaina. El grup va anar incorporant nous components i instruments, tot explorant nous estils musicals com els ritmes llatins o el reggae, una nova etapa que s'inicià amb el disc "... i a la motxilla somnis i ràbia" (2005) i que es va consolidar amb el darrer "Candela" (2010), que va rebre el nom de la formació que apareixiria en dissoldre's Arròs Caldós: Candela Roots.

## Discografia
- Somriu (1998, autoeditat)
- Arròs Caldós (2000, autoeditat)
- … i a la motxilla somnis i ràbia … (2005, autoeditat)
- Candela (2010)